# Navachino
Navachino (en russe : Навашино) est une ville de l'oblast de Nijni Novgorod, en Russie, et le centre administratif du raïon Navachinski. Sa population s'élève à 14 664 habitants en 2021.

## Géographie
Navachino est située sur la rive droite de la rivière Oka, à 18 km au sud-est de Mourom, à 137 km au sud-ouest de Nijni Novgorod et à 289 km à l'est de Moscou.

## Histoire
Navachino est fondée en 1957 par la fusion de deux localités voisines, Mordvochtchikovo (Мордовщиково) et Lipnia (Липня). Elle reçoit le nom de la gare de chemin de fer de Navachino.

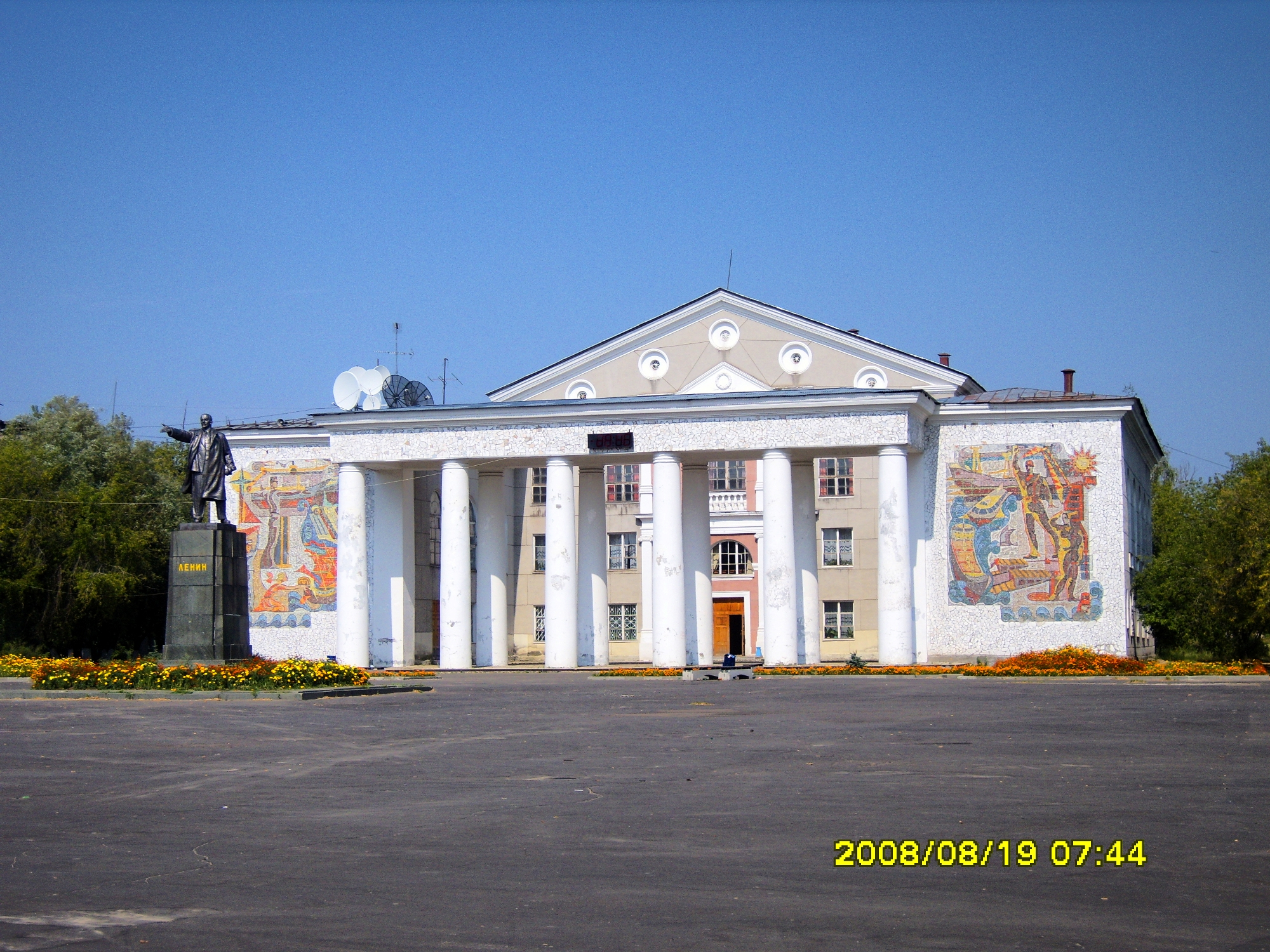
Palais de la culture de Navachino.

## Population
Recensements (*) ou estimations de la population
| 1959*  | 1970*  | 1979*  | 1989*  |
| ------ | ------ | ------ | ------ |
| 12 460 | 16 656 | 17 490 | 18 946 |

| 2002*  | 2010*  | 2012   | 2013   |
| ------ | ------ | ------ | ------ |
| 17 810 | 16 416 | 16 022 | 15 688 |

| 2021   | - | - | - |
| ------ | - | - | - |
| 14 664 | - | - | - |

## Économie
Les principales entreprises de la ville sont :
- OAO Okskaïa Soudoverf (ОАО Окская судоверфь), chantier naval créé sur la base du chantier Mordovstchikovskoï, fondé en 1907[3].
- OOO Navachinski Machinostroïtelny Zavod (ООО Навашинский машиностроительный завод) : construit des pontons civils et militaires[4].

Navachino possède également des usines de produits alimentaires et de transformation du bois.
L'agriculture de la région de Navachino cultive des céréales (seigle, blé, orge, avoine, sarrasin), des légumes (pois, haricots), des fruits, et élève des bovins, des porcs et des moutons.